# 980
980 (CMLXXX) je bilo prestopno leto, ki se je po julijanskem koledarju začelo na četrtek.

## Dogodki
- 1. januar

## Rojstva
- 23. april - Sveti Gerard, italijanski misijonar, madžarski mučenik († 1046)
- 5. julij - Mokdžong, korejski kralj dinastije Gorjeo († 1009)
- Adalbero, koroški vojvoda in mejni grof Verone († 1039)
- Atiša, indijski budistični misijonar († 1054)
- Al-Bagdadi, arabski matematik († 1037)
- Olof Skötkonung, švedski kralj († 1022)
- Oton III., rimsko-nemški cesar († 1002)
- Ibn Sina, perzijski učenjak enciklopedične izobrazbe († 1037)
- Svjatopolk I., kijevski knez († 1019)
- Teodora, bizantinska cesarica († 1056)

## Smrti
- Vačaspati Mišra, indijski filozof, logik in jezikoslovec (* 900)